# Louis Collard
Pour les articles homonymes, voir Collard.
 (mai 2024).
La mise en forme du texte ne suit pas les recommandations de Wikipédia : il faut le « wikifier ».
Les points d'amélioration suivants sont les cas les plus fréquents. Le détail des points à revoir est peut-être précisé sur la page de discussion.
- Les titres sont pré-formatés par le logiciel. Ils ne sont ni en capitales, ni en gras.
- Le texte ne doit pas être écrit en capitales (les noms de famille non plus), ni en gras, ni en italique, ni en « petit »…
- Le gras n'est utilisé que pour surligner le titre de l'article dans l'introduction, une seule fois.
- L'italique est rarement utilisé : mots en langue étrangère, titres d'œuvres, noms de bateaux, etc.
- Les citations ne sont pas en italique mais en corps de texte normal. Elles sont entourées par des guillemets français : « et ».
- Les listes à puces sont à éviter, des paragraphes rédigés étant largement préférés. Les tableaux sont à réserver à la présentation de données structurées (résultats, etc.).
- Les appels de note de bas de page (petits chiffres en exposant, introduits par l'outil «  Source ») sont à placer entre la fin de phrase et le point final[comme ça].
- Les liens internes (vers d'autres articles de Wikipédia) sont à choisir avec parcimonie. Créez des liens vers des articles approfondissant le sujet. Les termes génériques sans rapport avec le sujet sont à éviter, ainsi que les répétitions de liens vers un même terme.
- Les liens externes sont à placer uniquement dans une section « Liens externes », à la fin de l'article. Ces liens sont à choisir avec parcimonie suivant les règles définies. Si un lien sert de source à l'article, son insertion dans le texte est à faire par les notes de bas de page.
- La présentation des références doit suivre les conventions bibliographiques. Il est recommandé d'utiliser les modèles {{Ouvrage}}, {{Chapitre}}, {{Article}}, {{Lien web}} et/ou {{Bibliographie}}. Le mode d'édition visuel peut mettre en forme automatiquement les références.
- Insérer une infobox (cadre d'informations à droite) n'est pas obligatoire pour parachever la mise en page.

Pour une aide détaillée, merci de consulter Aide:Wikification.
Si vous pensez que ces points ont été résolus, vous pouvez retirer ce bandeau et améliorer la mise en forme d'un autre article.
Marie-Joseph Collard, connu sous le nom de Louis Collard, né le 9 août 1915 à Ans, est un militaire, nationaliste et collaborateur belge pendant la Seconde Guerre mondiale. 
Il est fusillé à Charleroi, le 10 novembre 1947, pour avoir occupé un rôle central dans la gestion du parti rexiste en l’absence de Léon Degrelle et pour avoir commandité la tuerie de Courcelles ainsi que les assassinats d'Alexandre Galopin, de Jules Hiernaux, de François Bovesse et du Bâtonnier Braffort.

## Enfance et jeunesse
Louis Collard, éduqué dans un collège catholique, a reçu la formation typique d'un jeune membre de la bourgeoisie. Les turbulences économiques des années 1930 marquent son parcours et malgré son éducation privilégiée, il dérive sans objectif précis dans cette période de grande incertitude économique.
Il effectua son service militaire durant lequel il obtiendra le grade de maréchal des logis. Toujours considéré comme militaire durant ses différents procès, il fut dégradé le jour de son exécution.

## Rencontre avec le mouvement rexiste

### Une première apparition remarquée au sein de Rex

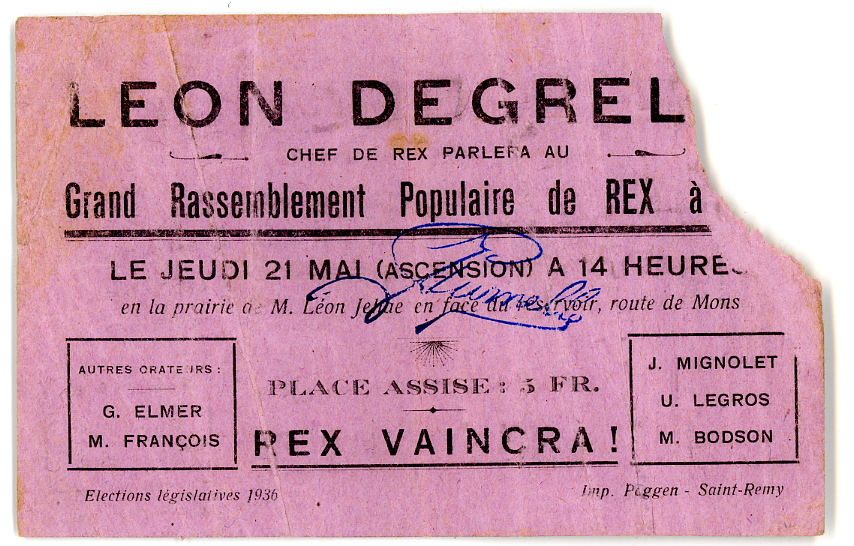
Ticket d'entrée à un rassemblement rexiste de 1936, probablement organisé par Louis Collard.

Rexiste de la première heure, Collard figure parmi les premiers partisans du parti. Il joue un rôle majeur dans le triomphe électoral rexiste de 1936, où le parti obtient 11,49% des sièges, en s'occupant de la province du Luxembourg.
Après ce succès inattendu et pourtant seulement secrétaire, il rejoint la direction du mouvement. Il s'occupe alors de l'organisation des meetings, en tant que chef des services des meetings, dès 1936. Il organise les grands rassemblements de masse de l'hiver 1936-1937 du mouvement rexiste. Acharné de travail, malgré des critiques concernant son manque d'organisation, Collard s'occupe alors des principaux rassemblements publics de Léon Degrelle. Parallèlement, il est également rédacteur au journal Le Pays Réel.

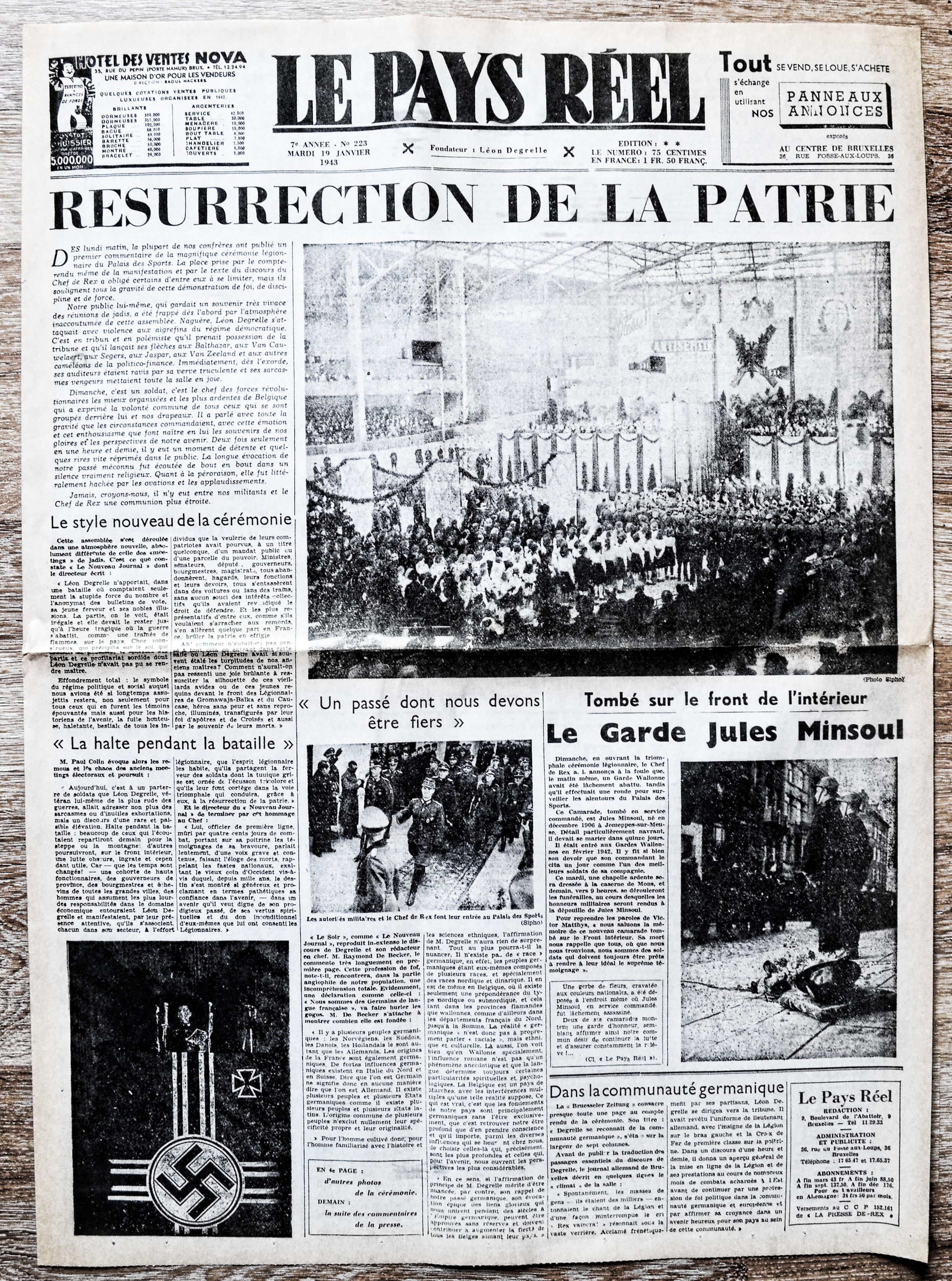
Couverture du Pays Réel, journal pour lequel Collard était rédacteur en 1936.

#### Poursuites judiciaires
Le 12 décembre 1936, Collard est mis sous mandat d’arrêt concernant le vol de documents d'un dossier du greffe du tribunal correctionnel de Bruxelles. Le 1er mai 1938, il est cité à comparaître au tribunal correctionnel de Bruxelles et accusé de recel de documents et de violation du secret professionnel pour avoir détourné des pièces d’un dossier du greffe, afin de les publier sous forme de reproductions photographiques dans la presse rexiste. Défendu par Maître Waraux, il est présenté comme un jeune homme fier d'avoir obtenu ses premières missions pour Rex et fiévreux de rendre des services au mouvement. Il est finalement condamné par la 20e Chambre correctionnelle à 8 jours de prison avec 3 ans de sursis et 182 francs d’amende.

### Retrait du parti et errance durant les premières années de la guerre
Vers 1939, alors que la fortune de Rex et ses influences déclinent, Collard se retire du mouvement. Il travaille brièvement pour le grand magasin Sarma avant d’être rappelé à l’armée. Libéré d’un camp de prisonniers de guerre en octobre 1940, il ne montre aucun désir de rejoindre Rex. Il sollicite toutefois un emploi au Commissariat aux prix et aux salaires, un service public administratif belge dirigé par Paul Beeckman, chef du Vlaams Nationaal Verbond, proche du mouvement de l’Ordre nouveau.
Bien que Collard n’ait pas relancé sa carrière au sein de Rex, son idéologie resta intacte. N’ayant pas réussi à être embauché au Commissariat de Paul Beeckman, il rentre à Liège où son unique activité collaborationniste fut de vendre aux Allemands du matériel de construction.

## Cogestion du parti en l'absence de Léon Degrelle

### L'architecte de la politique du mouvement rexiste

#### Une ascension fulgurante

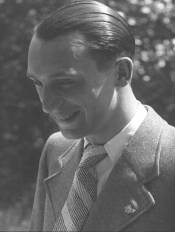
Victor Matthys, chef ad intérim du parti Rex.

En septembre 1942, l'industriel pro-rexiste Van Reck accepte de financer le salaire d’un employé supplémentaire dans le service politique de Rex, dirigé par José Streel. Collard est choisi pour le poste et prend ses responsabilités avec énergie. À la fin de 1942, le chef ad interim de Rex, Victor Matthys, réorganise les quartiers généraux en fédérations de départements hiérarchisés, plaçant le département politique au sommet de l'organigramme. Matthys nomme Léon Brunet (nl), notaire, sénateur rexiste d’avant-guerre et Premier échevin du Grand Bruxelles à la tête du département pour rassurer les sceptiques après le départ de José Streel. Toutefois, Brunet n’étant guère intéressé par la bureaucratie rexiste, la supervision effective du département est alors assurée par Collard, désigné chef adjoint pour ses talents d’organisateur.
En six mois, Collard surpasse ses rivaux et devient le conseiller privilégié et confident de Matthys, jouant un rôle central dans les initiatives rexistes de 1943. Il s’affirme alors comme le troisième homme de Rex, après Matthys et Degrelle, et dirige pas moins de 60 employés. En 1943 et 1944, Collard domine l’état-Major rexiste, étant qualifié d'« éminence grise » du mouvement par l'ancien rexiste Henry Marcovitz. Selon celui-ci, Collard utilise son influence sur Matthys, qui n’a alors plus de rôle effectif dans les affaires de Rex. Cette thèse est par ailleurs soutenue par le journaliste Raymond De Becker mais contestée par Philip Rees, historien, qui considère que Victor Matthys était désavoué du mouvement rexiste et de ses collaborateurs et du ainsi céder sa place à Collard de façon directe et non insidieuse.
Ses qualités de travailleur dynamique et talentueux sont alors unanimement reconnues par Streel, Matthys et Degrelle.

#### Une stratégie politique d'infiltration
Louis Collard et Victor Matthys, ainsi que leurs collaborateurs, ont depuis longtemps compris que la force de la Légion wallonne était le seul espoir raisonnable d'établir leur pouvoir à grande échelle en Belgique. Face à cette réalité, la politique de Rex, menée par Louis Collard, se transforme et se concentre désormais uniquement sur l'infiltration des administrations au niveau local. Les travaux initiés par José Streel sont poursuivis par Collard, qui rend l'organisation du département plus structurée et efficace. Ainsi, dès l'automne 1943, un vaste fichier couvrant tout le personnel des administrations est établi, reposant sur les relations étroites entretenues avec le cabinet wallon du ministère de l'Intérieur, dirigé par Gérard Romsée, que Collard visite au moins une fois par semaine. Cette coopération permet à Rex de sélectionner les militants susceptibles d'être nommés à divers postes dépendant du ministère de l'Intérieur. Les relations étant si bonnes, Collard est sollicité directement par le cabinet pour pourvoir les postes vacants par des militants rexistes, lui-même.
Grâce à cette politique, selon un rapport rexiste de fin d'année 1943, une commune sur huit en Belgique francophone est sous contrôle rexiste. La stratégie d'infiltration locale cible particulièrement les communes les plus peuplées, telles que Charleroi, La Louvière et Liège, où, selon le rapport, 70% de la population francophone réside dans des communes dirigées par des rexistes. À travers cette stratégie, Collard exprime dès 1942 le souhait de contrôler les services de police communale en les infiltrant, considérant cela comme une priorité absolue pour transformer les villes et villages en territoires sécurisés. Pour ce faire, il promeut de nombreux policiers rexistes et la nomination de policiers pro-allemands par les conseils communaux infiltrés par Rex. Le parti va même jusqu'à offrir des primes à ceux qui se distinguent dans la lutte contre la résistance. Malgré tous les efforts déployés, les résultats sont décevants, et l'espoir de contrôler la gendarmerie s'éteint. Les gendarmes pro-rexistes étaient alors isolés et démoralisés face à leurs homologues anglophiles en plus grand nombre.
Cette politique d'occupation des responsabilités publiques émane uniquement du département politique dirigé par Louis Collard. La hiérarchie mise en place par Victor Matthys, en 1942, permet à ce département d'occuper une position dominante par rapport aux autres quartiers généraux. Collard devint ainsi le principal architecte et le plus enthousiaste de tous les rexistes face à l'idée de mener une politique d'infiltration.
En 1943, alors que de nombreux rexistes se sentent menacés par la résistance et que la collaboration montre des signes de fragilité, Matthys et Collard envisagent la création d'une police spéciale pour assurer la protection des bourgmestres et échevins rexistes. Pour ce faire, ils se tournent vers Richard Jungclaus, représentant de la S.S. en Belgique, et lui proposent la création d'une unité de gardes du corps rexistes opérant sous la protection de la S.S. installée en Belgique. Jungclaus accepte cette proposition afin d'augmenter le nombre d'hommes sous son commandement et de renforcer les liens avec le parti rexiste. Le 20 novembre, un accord est négocié par Louis Collard, débouchant sur la création de l'unité « Étendard de Protection Paul Colin », en hommage au journaliste rexiste assassiné, plus communément appelée « Formation B ».
Cette unité, composée d'environ 300 hommes, opère sous le commandement rexiste tout en étant sous la responsabilité finale de la S.S. et devient effective à partir de janvier 1944 à Namur.

### Rôle central et figure du parti

#### Au sommet de la hiérarchie
Le 3 janvier 1944, Victor Matthys décide de réorganiser la structure de Rex. Louis Collard est alors nommé secrétaire de l'état-major tout en maintenant son poste de chef du département politique, lui permettant ainsi de superviser directement tous les bureaux centraux de Rex. En pratique, dès 1944, Matthys adopte un rôle plus présidentiel, laissant à Collard la responsabilité totale des quartiers généraux de Rex. 
Cette même année, Léon Degrelle demande à Matthys de dresser une liste de Belges à déporter vers l'Allemagne nazie pour travailler dans les usines du Reich. Matthys refuse d'exécuter ces ordres, conduisant Degrelle à se tourner directement vers Collard, le 13 mai 1944. Collard négocie avec Degrelle pour réduire le nombre de noms de 40 000 à 10 000. Finalement, il parvint à compiler entre 6000 et 7000 noms qui ne seront pas transmis aux Allemands en raison de l'avancée des forces alliées.
Anticipant l'invasion alliée et un soulèvement potentiel de la résistance, les dirigeants rexistes décident de créer le Service K pour protéger les membres du mouvement. Malgré ces mesures, Collard reste fermement attaché à son idéologie. Dans une note distribuée aux officiers locaux de Rex, il affirme que les mesures de sécurité sont une preuve de réalisme et d'engagement à combattre et à vaincre. Il prédit que les forces allemandes, avec l'aide de Rex, écraseront toute tentative de soulèvement de la résistance en Belgique et que Rex obtiendra bientôt un pouvoir considérable.
Il est difficile de déterminer si Collard et le chef d'état-major de Rex ad intérim croyaient réellement en ces déclarations ou si elles étaient simplement de la propagande. Matthys dira plus tard, lors de son procès, que cette confiance reposait sur un aveuglement stupide résultant en grande partie des fantasmes des années précédentes.
Face à la pression croissante et aux tentatives de nombreux rexistes de changer de camp, Collard averti en mars 1944 que communiquer les détails des activités rexistes aux personnes extérieures au mouvement équivaut à une « trahison pure et simple ».

#### Symbole de la répression rexiste
Dans les derniers mois de l'occupation, de nombreux observateurs décrivent l'atmosphère comme celle d'une guerre civile, marquée par des haines fratricides. Plusieurs centaines de rexistes sont tués, y compris Edouard Degrelle, frère du chef du parti, le 8 juillet 1944, ce qui pousse l'état-major et Louis Collard à pratiquer une répression sanglante sous la bannière du "contre-terrorisme". Bien que ces assassinats ne soient pas directement exécutés par Collard, récemment nommé chef d'état-major de la milice, ce dernier coordonne et encourage les attaques en mobilisant la Formation B créée un an auparavant.

Dès juillet 1944, Matthys décide de se retirer dans sa ville natale, laissant Collard diriger Rex pendant les derniers mois de l'occupation. Collard, administrateur habile mais dominateur, exerce un contrôle absolu sur la bureaucratie rexiste et menace le personnel à sa guise. Son caractère imprévisible et agressif s'intensifie. Preuve en est son mariage soudain en juin 1944 avec une jeune représentante de l'organisation féminine rexiste, Huguette De Foiches, qu'il nommera à la tête de l’École Marie de Bourgogne. Sous l'influence d'un stimulant artificiel, son comportement changeant est exacerbé, provoquant des accès de colère irrationnelle.

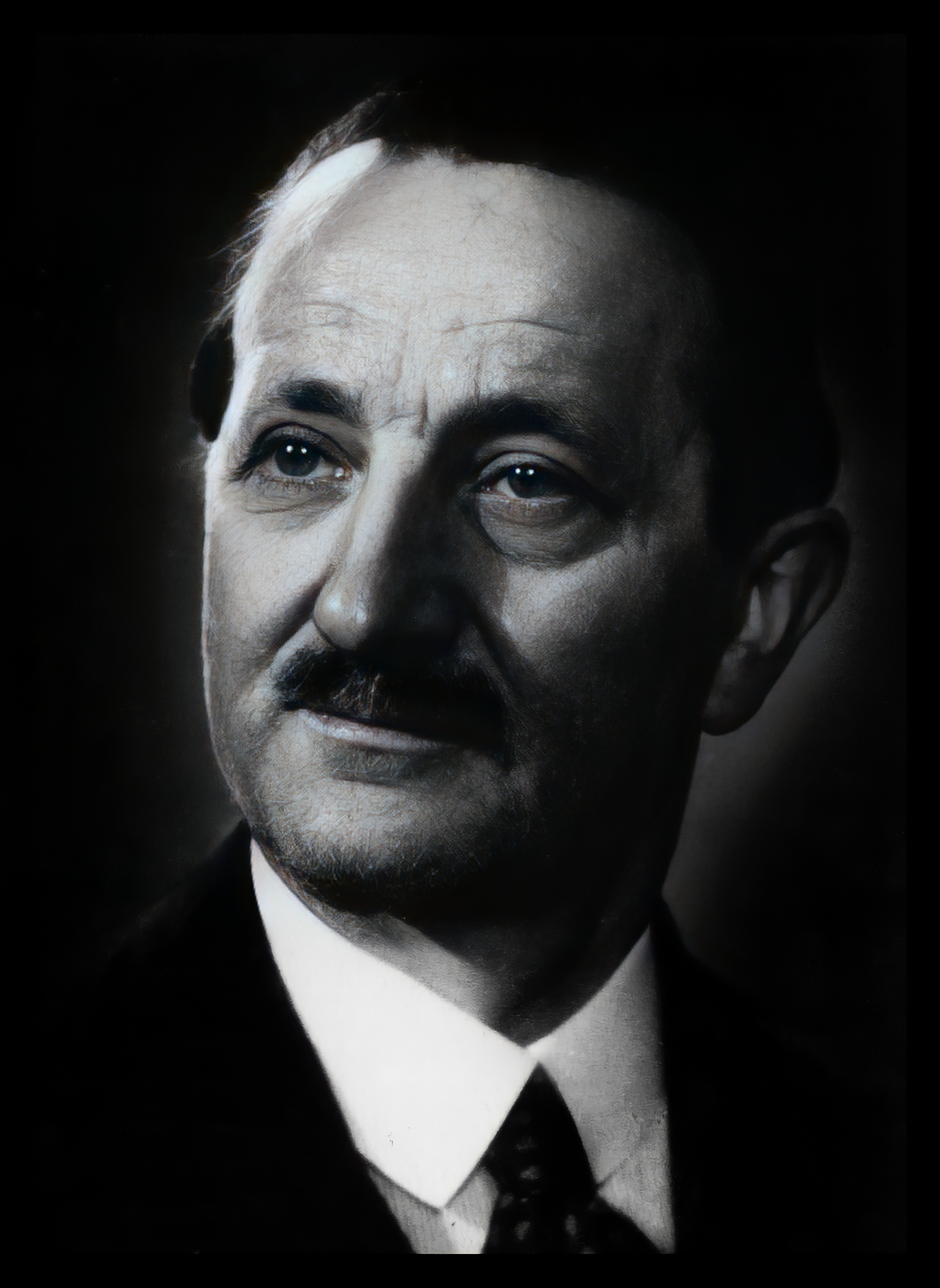
Louis Braffort, bâtonnier du barreau de Bruxelles, assassiné par les rexistes sous les ordres de Louis Collard.

Le mouvement rexiste se trouve donc entièrement entre les mains d'un jeune despote absorbé par le travail et sous l'emprise d'une drogue. Au lieu de se concentrer sur la protection de leurs sympathisants, sachant que la défaite est inévitable, l'état-major de Rex opte pour un dernier acte de violence. Ils annoncent l'heure de "l'action révolutionnaire" au Palais des Beaux-arts le 13 août, déclenchant une escalade de violence et d'assassinats en série. Les tueries de Courcelles mises en place et avalisées par l'état-major et donc par Collard, en seront le point culminant.
Louis Collard, apprenant l'attaque visant George Dubois, avocat de Degrelle, décide d'agir. Il ordonne l'arrestation de plusieurs grands juristes, dont le bâtonnier du barreau de Bruxelles, Louis Braffort. Malgré les supplications de Dubois de mettre fin au bain de sang, Collard décide de persister. Le bâtonnier est battu et abattu dans un bois proche de Bruxelles.
Lors de son procès, Victor Matthys admet ne pas avoir eu connaissance de nombre de ces crimes et affirme avoir cessé toute activité après les tueries de Courcelles, orchestrées en grande partie par Louis Collard.
Le 30 mars 1945, lors d'une réunion entre Degrelle, Matthys et Collard en Allemagne, le mouvement rexiste est officiellement dissous.

## L'après-guerre: l'heure de la Justice

### Disparition dans la nature et fin de la cavale
Matthys et Collard fuient en Allemagne en direction de la Suisse, probablement en passant par Hanovre et ses environs, où Collard avait établi un état-major sous sa direction dès 1944. Refoulés à la frontière suisse, ils se dirigent vers les Alpes autrichiennes. Matthys est capturé, tandis que Collard parvient à s'échapper et n'est retrouvé qu'en février 1946 à Innsbruck, en Autriche, par la Sûreté belge, en compagnie de 20 S.S. belges et de sa femme Huguette.
Il avait été condamné à mort par coutumace et était recherché en tant que directeur de la brigade B ainsi qu'organisateur et instigateur d'assassinats pendant l'occupation. Il était notamment accusé d'avoir orchestré, le 28 février 1944, l'assassinat de policiers dans un commissariat de Forest, ainsi que les assassinats d'Alexandre Galopin, des époux Servais, de François Bovesse, de Désiré Horrent, de Jules Hiernaux, du bâtonnier Braffort et d'avoir commandité la tuerie de Courcelles les 17 et 18 août 1944,
Ramené en Belgique, il est mis à la disposition des auditeurs militaires chargés de l'instruction et en attente de son procès.

### Le procès de l'assassinat de Jules Hiernaux

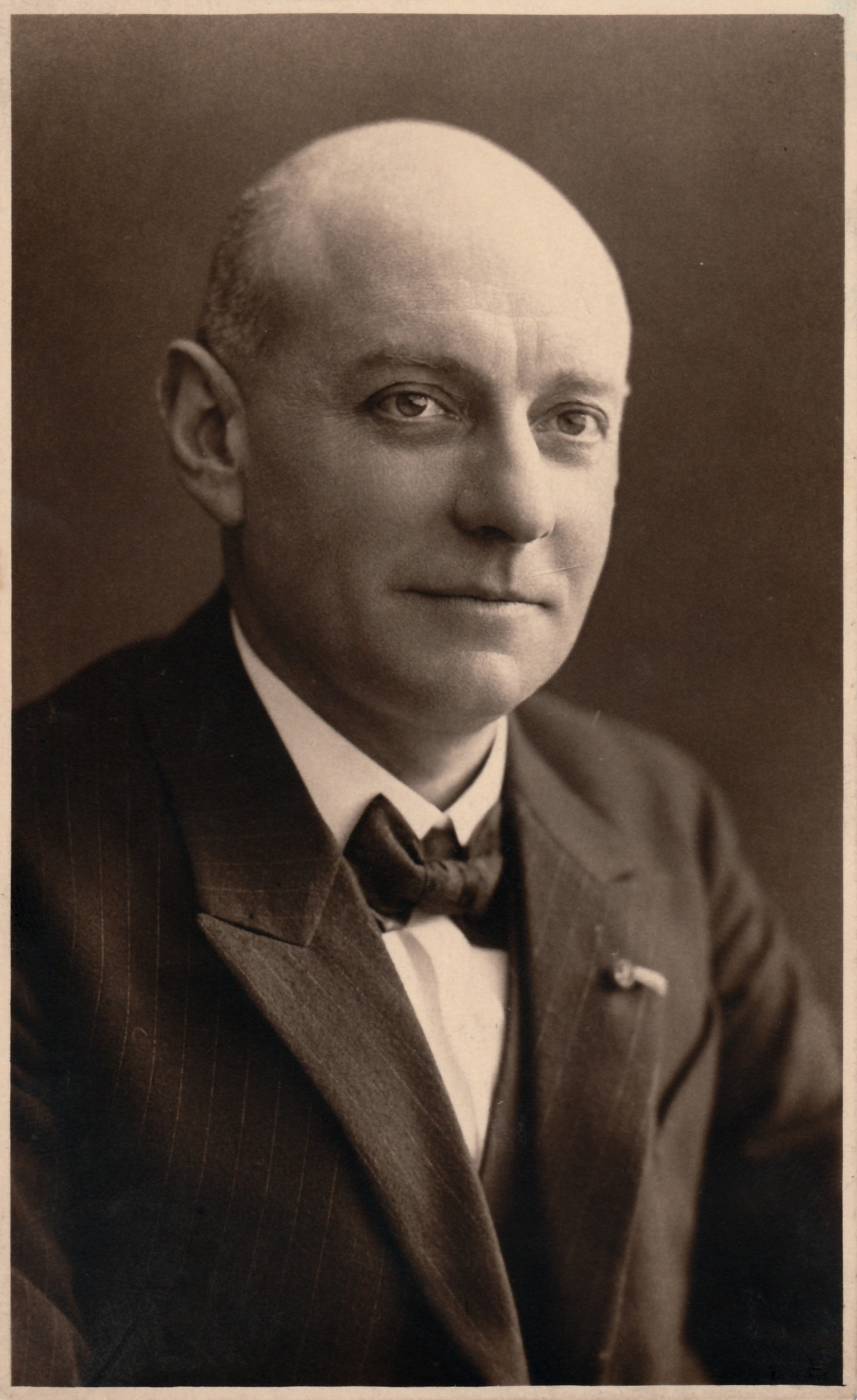
Jules Hiernaux, ancien ministre et franc-maçon, assassiné par les rexistes sous les ordres de Louis Collard.

Devant le Conseil de guerre de Charleroi, Jean Avart, rexiste faisant partie de la Formation B accusé de plusieurs assassinats, accuse Collard de l'avoir chargé de centraliser des informations sur la franc-maçonnerie belge dans le but de cibler des personnalités pour des représailles, menant à l'assassinat de Jules Hiernaux, directeur de l'Université du Travail, ancien ministre et franc-maçon. Face à cette accusation, Collard précise d'un ton sec qu'il effectuait ces recherches "à titre documentaire", mais admet par la suite avoir "pris la responsabilité de certaines représailles, celles du 18 août par exemple". Il se retranche derrière son rôle de chef officieux du département politique, celui-ci étant encore sous la direction du notaire Léon Brunet (nl), tout en reconnaissant avoir exercé le pouvoir sans porter le titre de ses fonctions.
Il est condamné à la peine capitale, la peine de mort, le 1er mars 1946, étant considéré comme l'un des responsables de l'assassinat de Jules Hiernaux.

### Le procès hors-norme de la tuerie de Courcelles
Le 21 mai 1946 débute le plus grand procès que la Belgique ait connu à l'époque. Devant le Conseil de Guerre de Charleroi, dans la Salle Concordia, comparaissent les 97 prévenus soupçonnés d'avoir participé aux tueries des 17 et 18 août 1944, avec comme figure de proue Victor Matthys et Louis Collard. Celui-ci tente par ailleurs de se suicider dans les mois suivant l'ouverture du procès, en vain.

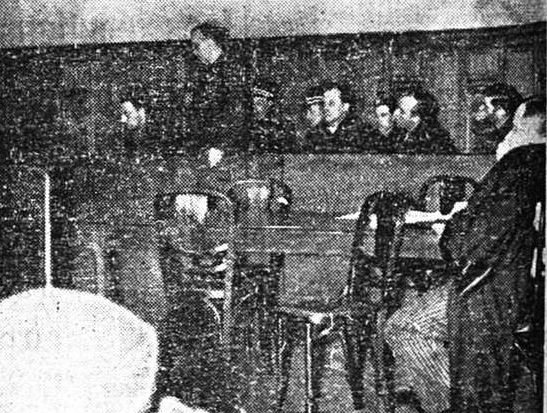
Collard se lève du banc des accusés pour sa défense dans le procès du meurtre de Jules Hiernaux.

Vêtu du numéro 55, arborant une longue veste et une paire de lunettes en acier, il adopte une attitude évasive face aux questions du président du tribunal, feignant la crise d'amnésie et usant de petits arguments pour échapper à ses responsabilités. Lorsqu'on lui demande de raconter ce qu'il s'est passé le 17 août à Courcelles, il répond en se passant la main sur le front : "Il m'est absolument impossible de me rappeler de quoi que ce soit".
Quant à son prétendu état d'ivresse avant les massacres, il déclare en rigolant : "Je ne me souviens plus, je n'ai que des bribes chaotiques de souvenir".

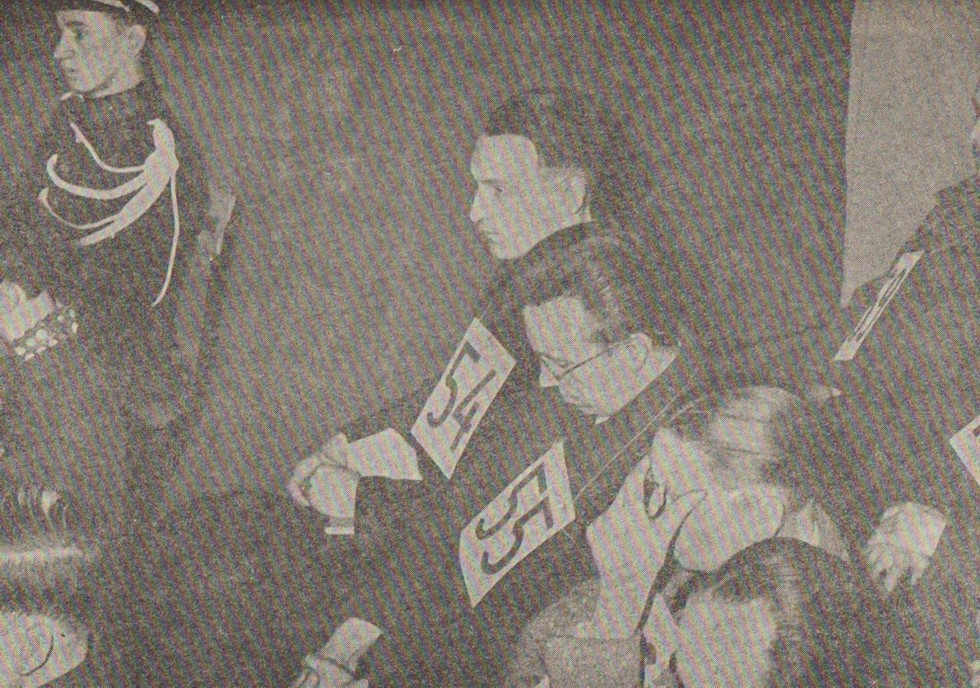
Victor Matthijs (54), chef de Rex ad interim et Marie-Joseph Collard (55), chef du département politique de Rex, écoutent les explications que donne l’un ou l’autre de leurs subordonnés.

Face aux aveux de certains membres de Rex l'ayant vu transporter de l'essence et asperger les rideaux de plusieurs maisons, il réplique ironiquement  "Je ne me souviens plus. Mais je me rappelle qu'il y avait au moins 15 personnes avec moi et c'est moi qui ai tout fait. Et les autres alors, à quoi servaient-ils ?".
Son avocat, Maître Birke, soutient qu'il est injuste de placer Collard et Matthys sur un pied d'égalité. Il affirme que Collard n'a jamais été consulté par le chef de Rex ad intérim, qui a pris ses décisions seul. Collard, selon son avocat, doit être considéré comme un greffier, un simple secrétaire et implore de ne pas appliquer la peine de mort.
Après près de deux mois de procès, au cours desquels 147 témoins à charge sont entendus et les prévenus interrogés, les débats prennent fin et le jugement est rendu le 3 août 1946, à 10 heures. Collard est condamné à mort par exécution, considéré avec Matthys comme l'instigateur principal des tueries et pour avoir incendié le château de Thérèse Van Hoegarden et de l'architecte Simon.

### Exécution dans une caserne de Charleroi
Le 10 novembre 1947, Collard est fusillé en compagnie de 26 autres membres du mouvement rexiste condamnés pour leurs crimes. Il fait partie du premier peloton d'exécution prévu à 7h30. Après avoir fumé sa dernière cigarette, il est visiblement accablé et effondré par ce qui l'attend et aura besoin d'être porté par les forces de l'ordre jusqu'à son poteau d'exécution.
En raison de son statut militaire, il subit d'abord la dégradation militaire avant d'être fusillé dans le dos.
À 7h36, le coup de feu retentit et Collard s'effondre. Malgré le petit morceau de tissu rouge indiquant le point de visée fatal, il ne succombe pas immédiatement. Après la salve initiale, il se met à crier, reçoit l'absolution finale d'un prêtre et est finalement achevé par un coup de grâce administré par un officier de gendarmerie.

### Ouvrages historiques
- Lamya Ben Djaffar, « Les femmes et l’Ordre nouveau en Belgique francophone, 1936-1945 », Cahiers d'Histoire du Temps présent, CegeSoma, vol. 4,‎ 1998, p. 143-171 (lire en ligne  [PDF]).
- Martin Conway, Degrelle : les années de collaboration : 1940-1944 : le rexisme de guerre, Ottignies (Belgique), Quorum, 1994, 398 p. (ISBN 2-930014-29-6)
- Martin Conway, « Le rexisme de 1940 à 1944 : Degrelle et les autres », Cahiers d'Histoire de la Seconde Guerre mondiale, CegeSoma, x, vol. 1,‎ 1986 (lire en ligne  [PDF]), 50 p.
- Martin Conway, « Le rexisme caché. Les hommes derrière le rexisme », Cahiers d'Histoire de la Seconde Guerre mondiale, Bruxelles, CegeSoma, no 16,‎ 1986 (lire en ligne  [PDF]), 3 p.
- Raymond De Becker, « La collaboration en Belgique (1940 - 1944) ou une révolution avortée », Courrier hebdomadaire, Bruxelles, CRISP, nos 497-498,‎ 1970 (lire en ligne ), 70 p.
- Paul Delforge et Charles Dubois, « Hiernaux, Jules, Marie, Adolphe », dans Nouvelle biographie nationale, t. 7, Bruxelles, Académie royale des sciences, des lettres et des beaux-arts de Belgique, 2003 (lire en ligne [PDF]), 403 p.
- Alfred Lemaire, Le crime du 18 août ou les journées sanglantes des 17 et 18 août 1944 dans la région de Charleroi, Couillet, Imprimerie Maison d'Éditions S.C., 1947, 400 p.
- Fabrice Maerten, « Tuerie de Courcelles », dans Paul Aron et José Gotovitch (dir.), Dictionnaire de la Seconde Guerre mondiale en Belgique, Bruxelles, André Versaille éditeur, 2008, 560 p.
- Philip Rees, Biographical Dictionary of the Extreme Right Since 1890, Simon & Schuster, 1990, 418 p.

### Archives historiques

#### Journaux
- L'étoile belge, 12 décembre 1936.
- Le peuple, 1er mai 1938.
- La Dernière Heure, 1er mai 1938.
- National Socialism, 15 avril 1943.
- La Meuse, 29 mars 1945.
- La Nation Belge, 5 février 1946.
- Journal de Charleroi, 27 février 1946.
- La cité nouvelle, 28 février 1946.
- La Nation Belge, 1er mars 1946.
- Le Soir, 5 mars 1946.
- Le Soir, 6 mars 1946.
- Le Soir, 7 mars 1946.
- Journal de Charleroi, 4 mai 1946.
- Journal de Charleroi, 9 mai 1946.
- Journal de Charleroi, 20 mai 1946.
- Journal de Charleroi, 21 mai 1946.
- La Dernière Heure, 30 mai 1946.
- La Nation Belge, 6 juillet 1946.
- Journal de Charleroi, 13 juillet 1946.
- Journal de Charleroi, 5 septembre 1946.
- Journal de Charleroi, 13 septembre 1946.
- Le soir, 28 mai 1947.
- La Nation Belge, 11 novembre 1947.
- L'indépendance - Quotidien de Charleroi, 11 novembre 1947.

#### Jurisprudence
- Cons. Guerre Bruxelles (4e ch. Fr.), 11 juin 1947, J.T., 22 juin 1947, p. 374.

#### Documents officiels
- Charles Peeters, Organisation interne du mouvement rexiste, CREHSGM, C 11/87.
- Peter Scholliers, "L’appauvrissement Organisé : Les Prix, Les Salaires et Le Pouvoir d’achat Sous l’occupation", 1940-1945 : La Vie Quotidienne En Belgique, Bruxelles, CGER, p. 108 à 119.

#### Reportage
- Maurice De Wilde, De Tijd der Vergelding : Mooderdenaars in de stad, afl. 8, VRT, 1982.